# Frank Froeba
Frank Froeba (New Orleans, augustus 1907 - Miami, 16 februari 1981) was een Amerikaanse jazz-pianist en bandleider.
Froeba speelde in de bands van Johnny Wiggs en John Tobin en zat in New York in 1924-1925 achter de piano bij opnames van Johnny De Droit. Later dat decennium leidde hij een eigen groep in Atlantic City, maar speelde daarnaast ook in andere dansorkesten. Hij speelde mee op plaatopnames van Jack Purvis (1930) en Jack Bland (1932) en werkte in de periode 1933-1935 bij Benny Goodman. Daarna had hij, tot circa 1944, een eigen band, waarmee hij ook opnames maakte voor Columbia en Decca. Musici die bij hem speelden waren onder andere Bunny Berigan, Cozy Cole, Purvis, Buddy Hackett en Joe Marsala. Met drie singles haalde hij de Amerikaanse hitlijsten: "The Music Goes Round and Round" (1935), "Organ's Grinder Swing" (1936) en "It All Begins and Ends With You" (1936) In de jaren dertig en veertig was hij huispianist van Decca en speelde voor die firma mee op opnames van bijvoorbeeld Lil Armstrong en Bob Howard. In 1955 verhuisde hij naar Miami, waar hij onder de naam Frank Froba meer populaire muziek maakte.
Froeba is te horen op opnames van  Eddie Condon, Merritt Brunies,  Henry "Red" Allen, Dick Robertson, Billy Banks en de Andrews Sisters.
Froeba wordt in de credits van de millionseller "Jumpin' Jive" genoemd als een van de mede-componisten, naast Cab Calloway (die er een hit mee had) en Jack Palmer.

## Discografie
- Boys in the Backroom, Varsity Records, 1950
- Old Time Piano, Decca, 1950
- Back Room Piano, Decca, 1950

- Biblioteca Nacional de España: XX1035957
- Bibliothèque nationale de France: cb139270785 (data)
- International Standard Name Identifier: 0000 0001 1652 1319
- Library of Congress Control Number: n93069775
- MusicBrainz: 4ccbd35e-e9ce-4f51-a58e-4c03bca87951
- SNAC: w6t5802x
- Virtual International Authority File: 59272004
- WorldCat: E39PBJq7334W37RX3dcFQwhfv3